# بونشتتن، بایرن
بونشتتن، بایرن (به آلمانی: Bonstetten, Bavaria) یک شهر در آلمان است که در آوگسبورگ واقع شده‌است.

## خواهرخوانده
شهر بونشتتن، سوئیس خواهرخواندهٔ بونشتتن، بایرن هست.